# Мне мало надо!
«Мне мало надо!» — стихотворение русского поэта Велимира Хлебникова (1885—1922), написанное в 1912 году и отредактированное в 1922-м.
Одно из самых значимых произведений поэта-будетлянина.

## Сравнение редакций
Во 2-й строчке «ковригу хлеба» заменилось на «краюшку хлеба»: большое цельное на символическое раздробленное малое количество.
В 1-й строчке вопросительное «Мне много ль надо?» сменилось утвердительным «Мне мало надо!».
В поэму 1919 года «Каменная баба» (годы работы 1915—1918) Хлебников вставляет стихотворение 1912 года и обрамляет одушевленными (сын, жена) космическими смыслами
И месяц плачущему сыну
Дает вечерних звезд ковригу.
«Мне много ль надо? Коврига хлеба
И капля молока,
Да это небо,
Да эти облака!»
Люблю и млечных жен, и этих,

Что не торопятся цвести

## Оценка исследователей
Исследователи описывают пятистишье следующим образом:
«автопортрет, оформленный через „потребности“ субъекта: „Мне мало надо! // Краюшку хлеба // И каплю молока. // Да это небо, // Да эти облака!“» (Лукьянова 2019)
«отражает космос художественного мира творца-будетлянина, умещающегося в аскетичных бытовых требованиях поэта-человека» (Марисова, Петров 2014)
«…Хлєбніков … так висловив своє життєве кредо» (Бушаков 2003)
«Хлебников вполне сознавал свою безбытность и определил её высокую цену: „Мне мало надо! / Краюшку хлеба / И каплю молока. /
Да это небо, / Да эти облака!“» (Плеханова 2015)

## Аллюзии
Иосиф Бродский в рождественском стихотворении 1993 года (он почти на каждое Рождество писал по стихотворению, из них потом составилась книга «Рождественские стихи») обратился к хлебниковскому (Балашова 2017) представлению пространства:
Что нужно для чуда? Кожух овчара,
щепотка сегодня, крупица вчера,
и к пригоршне завтра добавь на глазок

огрызок пространства и неба кусок

## Публикации
- Велимир Хлебников. Творения. М.: Советский писатель, 1986.